# هاميش مكنيل
هاميش مكنيل (بالإنجليزية: Hamish McNeill)‏ (16 نوفمبر 1934 في المملكة المتحدة - 15 أكتوبر 2017) هو لاعب كرة قدم بريطاني في مركز الهجوم. لعب مع كولتشستر يونايتد ونادي كامبريدج ستي وبونيروغ روز أثلاتيك ‏.